# Індіра Чакраварті
Індіра Чакраварті — індійська науковиця, фахівець із охорони здоров’я, еколог і лауреатка 2014 року Падма Шрі, четвертої найвищої цивільної нагороди уряду Індії, за її внесок у галузі охорони здоров’я та навколишнього середовища.

## Біографія
Чакраварті родом із Західної Бенгалії і отримала ступінь доктора філософії (PhD) з біохімії в Калькуттському університеті, а потім другий ступінь доктора (DSc). Вона активно працює в галузі безпеки харчових продуктів та гігієни в Індії та в усьому світі, а також брала участь у 30 дослідницьких проєктах. Індіра також брала участь у двох проектах Всесвітньої організації охорони здоров’я (ВООЗ), Всесвітньому саміті для дітей та Проекті Голод.
Деякі дослідження, проведені Чакраварті, наприклад дослідження вуличних торговців Калькутти, привели до змін політики та нових ініціатив індійського уряду. Як член Глобальної ради Міжнародного музею жінок (IMOW), Чакраварті обіймала багато важливих посад, таких як:
- Головна радниця - Інженерний департамент охорони здоров'я, уряд Західної Бенгалії[4][7][8]
- Член - Національна рада з питної води та санітарії, уряд Індії[4]
- Член правління - Міжнародний інститут глобального здоров'я, Університет Організації Об'єднаних Націй[1][4][5]
- Колишній член - Управління з безпеки харчових продуктів і стандартів Індії, уряд Індії[1][4]
- Колишній регіональний директор, Південна Азія - Ініціатива мікроелементів - Міжнародний дослідницький центр розвитку (IDRC)[1][4]
- Колишній директор і деканесса Всеіндійського інституту гігієни та громадського здоров'я, уряд Індії[1][4]
- Колишня директор Національного інституту раку Читтараджан, уряд Індії[1][4]
- Колишній регіональна радниця з питань харчування (Закон) - Регіональне бюро для Південно-Східної Азії, Всесвітня організація охорони здоров'я[1][4]
- Регіональна координаторка – Азійський регіональний центр вуличної їжі – Продовольча та сільськогосподарська організація[1]
- Почесна наукова радниця - Фонд підтримки та розвитку громад (FCSD)[1][3]
- Консультант - Всесвітній саміт для дітей - Всесвітня організація охорони здоров'я[1]

## Нагороди та відзнаки
Чакраварті була нагороджена Урядом Індії нагородою Падма Шрі за її внесок у галузі охорони здоров'я та навколишнього середовища.

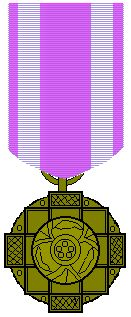
Падма Шрі

Продовольча та сільськогосподарська організація присудила Чакраварті першу премію Едурдо Суми. Вона також є лауреаткою Національної премії Індіри Ганді Пріядаршіні Всеіндійської національної ради єдності (AINUC) та нагороди за глобальне лідерство Університету Південної Флориди, найвищої міжнародної нагороди університету. Вона також була представлена в «Мультимедійній енциклопедії жінок у сучасному світі». Уряд Індії відзначив її заслуги, включивши її до Дня Республіки 2014 року.

## Подальше читання
- Indira Chakravarty (1972). Saga of Indian Food A Historical and Cultural Survey. Sterling Publishers. с. 183. ASIN B0000CQ98Q.
- Indira Chakravarty, R K Sinha (2002). Prevalence of micronutrient deficiency based on results obtained from the national pilot program on control of micronutrient malnutrition. Nutr. Rev. 6 (5): 553—558. Архів оригіналу за 31 жовтня 2018. Процитовано 27 квітня 2022.